# Popillia vingerhoedti
Popillia vingerhoedti är en skalbaggsart som beskrevs av Limbourg 2006. Popillia vingerhoedti ingår i släktet Popillia och familjen Rutelidae. Inga underarter finns listade i Catalogue of Life.